# Lijst van presentatoren van Omroep ZWART
Dit is een lijst van presentatoren en presentatrices die bij Omroep ZWART werken of gewerkt hebben.
Legenda
-  = Huidige presentatoren zijn voorzien van een zwart blokje.

## A
|  | Naam         | Periode   | Programma (onder andere)                | Opmerkingen                                |
|  | ------------ | --------- | --------------------------------------- | ------------------------------------------ |
|  | Karim Amghar | 2023–0000 | Online: GAZA: Strijd voor Hoop          |                                            |
|  | Akwasi Ansah | 2022–0000 | Televisie: Nelson Mandela: Hoop of Hype | Tevens Creatief Directeur van Omroep ZWART |

## F
|  | Naam       | Periode   | Programma (onder andere)                          | Opmerkingen |
|  | ---------- | --------- | ------------------------------------------------- | ----------- |
|  | Glen Faria | 2022–0000 | Televisie: Podium ZWART, Podium ZWART op Lowlands | [ 1 ]       |

## H
|  | Naam                   | Periode   | Programma (onder andere)                                                                     | Opmerkingen |
|  | ---------------------- | --------- | -------------------------------------------------------------------------------------------- | ----------- |
|  | Défano Holwijn         | 2022–0000 | Televisie: KULT                                                                              |             |
|  | Veronica van Hoogdalem | 2022–0000 | Radio: Wat Anders Televisie: Podium ZWART, Podium ZWART op Lowlands, Podium ZWART: Unplugged |             |

## J
|  | Naam           | Periode   | Programma (onder andere)     | Opmerkingen |
|  | -------------- | --------- | ---------------------------- | ----------- |
|  | Sjoerd Janssen | 2022–0000 | Online: Once Upon A Timeline |             |

## M
|  | Naam             | Periode   | Programma (onder andere) | Opmerkingen |
|  | ---------------- | --------- | ------------------------ | ----------- |
|  | Milouska Meulens | 2022      | Radio: De Nacht is ZWART | [ 2 ]       |
|  | Quinty Misiedjan | 2023–0000 | Televisie: That's My Jam |             |

## W
|  | Naam            | Periode   | Programma (onder andere)     | Opmerkingen |
|  | --------------- | --------- | ---------------------------- | ----------- |
|  | Roosmarijn Wind | 2022–0000 | Online: Once Upon A Timeline |             |
|  | Tirsa With      | 2022      | Online: Once Upon A Timeline |             |